# ルパン三世 燃えよ斬鉄剣
『ルパン三世 燃えよ斬鉄剣』（ルパンさんせい もえよざんてつけん）は、モンキー・パンチ原作のアニメ『ルパン三世』のTVスペシャルシリーズ第6作。1994年7月29日に日本テレビ系の金曜ロードショーで放送された。視聴率は24.9％で、これはTVスペシャルシリーズの歴代1位を記録している。

## 概要
かつてルパン三世の祖父であるアルセーヌ・ルパンが、犯行を予告して唯一盗むことが出来なかった「竜の置物」を巡る、ルパンファミリーと陳珍忠率いる香港マフィアとの争奪戦を描く。五ェ門を中心にした作品だった事から、五ェ門役の井上真樹夫も思い出深いルパン作品に『TV第2シリーズ』112話「五右ヱ門危機一髪」と共に本作を挙げている。
前年放送されたTVスペシャル『ルパン三世 ルパン暗殺指令』の時点で体調を崩していたルパン役の山田康雄は、本作でも椅子に座って収録を行った。この時、山田はいつもなら簡単に跨ぐスタジオ扉の約20センチの段差を跨げなかったため、「かなり肉体的に参っているのでは」と感じるスタッフもいたという。山田が翌1995年に死去したため、結果的にその予感は悪い形で現実のものとなり、この作品が23年半もの長きにわたってルパンを演じてきた山田の事実上の遺作（CM等も含めれば、同年末に収録され翌年1月から放映されたエッソ（エクソンモービル）とのコラボCMが最後の出演）となった。
キャラクターデザインは『ルパン三世 (TV第1シリーズ)』（以下、『TV第1シリーズ』）に近いものになっており、このデザインは同じく須藤昌朋がキャラクターデザインを務めた翌1995年放送のTVスペシャル『ルパン三世 ハリマオの財宝を追え!!』と2012年放送のTVスペシャル『ルパン三世 東方見聞録 〜アナザーページ〜』にも引き継がれている。
本放送終了後には翌年公開の劇場映画第5作『ルパン三世 くたばれ!ノストラダムス』の特報が放映された。

## あらすじ
東京で初代石川五右衛門没後四百年の記念興行中のご先祖さま主役の歌舞伎を鑑賞していた五ェ門は、斬鉄剣を狙う謎の忍者集団に襲われる。五ェ門の歌舞伎鑑賞中にゲームセンターでUFOキャッチャーに勤しんでいたルパンと、その隣でクロスワードパズルに勤しんでいた次元は、五ェ門と合流し、途中、銭形の介入もありながら、応戦し逃走する。変装で油断させ五ェ門を討とうとした忍者集団の頭領「柘植（つげ）の幻斎」を射殺するルパンであったが、何かを察した五ェ門はルパンからのそれ以上の助けを断り、姿を消す。一方ルパンは、そんな自分たちの姿を香港マフィアのボス・陳珍忠（ちんちんちゅう）が見ていることを知る。
何かあると睨んだルパンと次元は、豪華客船上で開かれている陳の仮装パーティに潜入する。その中には陳のお宝を狙う不二子もおり、共に船内を探索する。しかし、陳はルパン一味を待ち構えており、取引を持ち掛ける。陳によれば、自分の狙いは1912年に沈没した豪華客船タイタニック号のとある日本人客が持っていた「竜の置物」であり、それはルパンの祖父ルパン一世も狙ったが、沈没事故によって海底に沈んでしまったため、唯一彼が予告状を出しながらも盗めなかった代物であるという。それを手に入れて欲しいと陳はルパンに迫るが、ルパンはこれを拒否。交渉決裂として陳は武装した部下を呼んで始末しようとするが、ルパンらはまんまと逃げ出す。
一方、五ェ門は日本のある山奥で、先祖から言い伝えられていたとある「巻物」を回収していた。そこを再び謎の忍者集団や死んだはずの幻斎に襲われ、彼らは真の狙いはその「巻物」だという。危機に陥った五ェ門であったが、同門で修行時代には妹のように接した女忍者の桔梗に助けられる。
盗んだ深海探索用の潜水艦で沈没船タイタニック号に潜入したルパンは、苦難の捜索の末に竜の置物を手に入れる。その横取りを企む陳や、逮捕しようとする銭形警部も現れる中、桔梗を連れた五ェ門も現れ、ルパンに竜の置物を寄越すように要求し、断れば斬るとまでいう。結局、再度の陳の介入によって有耶無耶になり、竜の置物は陳が手に入れ、ルパンは逃亡する。
ルパンは竜の置物を奪還するため、香港にある陳の邸宅に潜入し、同じく五ェ門と桔梗も現れる。一方、陳に色仕掛けで取り入った不二子は彼より竜の置物の正体が、かつて斬鉄剣を生み出した五ェ門の先祖が発見した斬鉄剣よりも硬い合金であると教えられる。さらにそれは形状記憶合金であり、「巻物」で秘密を解くと合金の製法が判明するという。陳の目的は何者も及ばない合金で兵器を作ることであった。陳の狙いを盗み聞きし竜の置物を奪還したルパンであったが、脱出の最中に五ェ門や幻斎と鉢合わせする。その直後に幻斎が落とし穴の罠を作動させ、五ェ門の懐から落ちた「巻物」を回収しようとした桔梗がワニの池に落ちてしまう。
死地を脱し、とあるホテルの一室に潜伏したルパン一味であったが、五ェ門は桔梗を亡くしてショックを受けていた。そこに瀕死の桔梗が現れ、五ェ門が生存を喜んだのもつかの間、彼女に脇腹を刺される。実は彼女こそ秘伝であった竜の置物や巻物のことを陳に売り込んだ今回の黒幕であった。桔梗と幻斎は、竜の置物と不二子の身柄を手に入れるとホテルを爆破し姿を消す。
すべてを手に入れた陳は合金の製法の解読に成功し、あらゆる攻撃が効かない最強のステルス爆撃機を完成させる。一方、彼の施設に潜入したルパン・次元・五ェ門の3人であったがすぐに発見され、不二子と共に錯乱ガスが充満した密室に閉じ込められる。部屋を破壊して脱出したルパンは本物の幻斎を殺害し施設を爆破すると、爆撃機に乗ってアメリカに向かった陳の後を追う。
陳は兵器のデモンストレーションとしてニューヨークを爆撃することをアメリカ政府に予告し、迎撃に出てきた太平洋艦隊を全滅させてしまう。そこに複葉機に乗ったルパン一味が追いつくと、五ェ門は空中に飛び出し、果敢に斬鉄剣によって爆撃機を斬ろうとする。陳と桔梗はあざ笑い機関銃や追尾ミサイルで迎撃しようとするが、全く同じ場所を三度正確に斬りつけた五ェ門の執念が勝り、爆撃機は真っ二つに斬られる。そこにルパンたちを狙っていた追尾ミサイルが誘爆し、爆撃機は爆発炎上する。
残骸と共に墜落していく桔梗の姿を確認し、そこへ現れた銭形に追われながらもルパン一味は帰路につくのだった。

## 登場人物

### メインキャラクター
ルパン三世
かの名高き怪盗アルセーヌ・ルパンの孫で、自らも世界的な大怪盗かつ変装の達人。
陳から祖父も盗みに失敗した竜の置物の話を聞き、これを手に入れるべく沈没したタイタニック号に向かう。
次元大介
コンバットマグナムを使う射撃の名手でルパンの相棒。
ルパンを的確にサポートする。
石川五ェ門
古の大泥棒・石川五ェ門の十三代目。最強の刀「斬鉄剣」を使う居合い抜きの達人。
斬鉄剣を狙う忍者集団に襲われ、敵の狙いが秘伝の合金だと察する。一族の問題としてルパンの助けを断り、中盤以降は竜の置物を狙うルパンと対峙する。
峰不二子
ルパン一味の紅一点で、付かず離れずの存在。時にはルパン達を利用したり、裏切ったりすることも多い。
独自に陳のお宝を狙っていたところ、ルパンに合流する。
銭形警部
ルパン一味を追うICPOの捜査官。ルパン専任捜査官であるため、ルパンに関係する事件なら世界中どこでも捜査権が認められている。
冒頭では自ら開発した「ルパンキャッチャー」（巨大なUFOキャッチャーのアームを取り付けたラジコン操作の飛行船）で逮捕を試みるなど、執拗にルパンらの行方を追う。

### ゲストキャラクター
陳珍忠
香港マフィアのドン。本作の敵。
禿頭で恰幅の良い、スケベ顔の小男。ルパンには「陳珍ちゃん」と呼ばれている。一介のマフィアに留まらない資産を持ち、武器製造工場を始めとした多数の施設や潜水艦を所有している。劇中冒頭より登場し、タイタニック号と共に沈んだ「竜の置物」の存在などをルパンに明かす。五ェ門を狙う幻斎率いる忍者集団のボスでもあり、置物と巻物を狙っていた。その真の目的は、斬鉄剣よりも硬いという合金を使って兵器を製作し、アメリカ政府も含めた世界を脅迫して莫大な富を得ることだった。
桔梗
五ェ門の後輩にあたるくの一。本作の黒幕。
身のこなしの軽い若い美女。忍法を使いこなす。まだ少女の時分から修業時代の若き五ェ門を慕っており、彼からは妹のように思われていた。劇中では大人の女として彼にアプローチし、しばしば女性に弱い彼を狼狽させる。五ェ門の巻物を狙って現れた忍者集団から彼を助け、以後、一族の言い伝えを守るべく行動を共にする。
実は本作の黒幕で、そもそも合金の存在を陳に教えた元凶。かつての曾祖父と同じく金のために一族を裏切ることを選んだという。「竜の置物」と「巻物」を手に入れるべく、「巻物」の隠し場所を唯一知る五ェ門が襲われるように仕向けた。
柘植の幻斎
忍者集団の頭領。陳の部下。
左眼に傷のある隻眼の偉丈夫。百地党の流れを組む伊賀流の忍者（流派としては五ェ門の兄弟流派にあたる）。劇中冒頭より部下の忍者集団を率いて五ェ門の斬鉄剣（真の狙いは「巻物」）を狙って彼を襲撃する。劇中では眉間を撃たれるなど何度も死ぬが、都度、何事もなかったように再登場する。実はこれらはすべて影武者だという。
桔梗の曾祖父
伊賀の忍者。名前不明。故人。
「竜の置物」を運んでいたタイタニック号の日本人客の正体。金銭欲から一族の秘伝であった合金をアメリカに売ろうとし、屋敷から置物を盗んだ。しかし、道中でタイタニック号事故に巻き込まれ、置物と共に海底に没した。現場を見たルパンの推測では、氷山との衝突時の衝撃で金庫が頭部に当たり死亡した。

## 用語
竜の置物
本作のお宝。竜を象った黄金色の置物。タイタニック号のある日本人客の所有物で、沈没事故によって海底に沈んだ。実はルパン一世も予告状を出して狙っていたが、事故によって諦めざるを得なかった。
その正体は斬鉄剣よりも硬い合金の製法が記されたもの。形状記憶合金でできており、巻物に記された溶液に浸すことで製法が書かれた状態に形状が変わる。さらに置物自身がこの合金で作られており、斬鉄剣でも斬ることができない。
巻物
五ェ門にのみ隠し場所が伝えられていた一族の秘伝書。竜の置物の形状を変化させるための溶液の作り方が記されていた。
斬鉄剣より硬い合金
本作の真のお宝。斬鉄剣を製作した五ェ門の先祖が発見した、その斬鉄剣よりも硬い合金。危険視した先祖によって、その製法は「竜の置物」と「巻物」で秘匿された上に、その存在自体が一族の秘伝として外部に知られないようになっていた。
物語終盤に陳が製作したこの合金を用いたステルス爆撃機は、アメリカ海軍の太平洋艦隊による戦闘機の複数のミサイル攻撃も物ともせず、正面から衝突した戦闘機は斬鉄剣のように真っ二つに斬ってしまう。

## 声の出演
- ルパン三世 - 山田康雄
- 次元大介 - 小林清志
- 石川五ェ門 - 井上真樹夫
- 峰不二子 - 増山江威子
- 銭形警部 - 納谷悟朗
- 陳珍忠 - 滝口順平
- 柘植の幻斎 - 銀河万丈
- 桔梗 - 松井菜桜子
- 茶風林
- 岩田安生
- 中田和宏
- 定岡小百合
- 岡村明美
- 長島雄一
- 中博史
- 落合弘治

## スタッフ
- 原作 - モンキー・パンチ（中央公論社刊）
- 監督・絵コンテ - 奥脇雅晴
- 企画 - 武井英彦（日本テレビ）
- 脚本 - 岸間信明
- 演出 - 日巻裕二
- キャラクターデザイン・総作画監督 - 須藤昌朋
- メカニックデザイン - さとうけん
- 作画監督 - 高谷浩利、中沢一登
- 美術監督 - 渋谷幸弘
- 撮影監督 - 長谷川肇
- 編集 - 鶴渕允寿
- 音楽 - 大野雄二
- 音楽監督 - 鈴木清司
- 録音監督 - 加藤敏
- 音響効果 - 糸川幸良
- 音響制作 - 東北新社
- 音響制作担当 - 古川直正、寺澤和宏
- 脚本監督 - 飯岡順一
- 制作担当 - 古屋暢
- アシスタントプロデューサー - 吉岡昌仁（TMS）
- プロデューサー - 伊藤響（日本テレビ）、松元理人（TMS）、尾崎穏通（TMS）
- 音楽プロデューサー - 島田義三、山田慎也、松橋繁
- 主題歌「想い出があなたを離さない」
  - 作詞 - 加藤健
  - 作曲・編曲 - 大野雄二
  - 歌 - 平井菜水
- 企画協力 - 飯岡順一事務所
- 企画制作 - 日本テレビ
- 製作 - 東京ムービー新社

## ネット配信
- 『TMSアニメ55周年公式チャンネル』にて、2019年8月16日から8月22日まで無料配信された[5]。